# レールガン

レールガンの駆動原理の模式図。

レールガン（英: railgun）は、物体を電磁気力（ローレンツ力）により加速して撃ち出す装置である。
なお、電磁気力に基づく投射様式全般の呼称として、電磁投射砲（でんじとうしゃほう）やEML 、電磁加速砲などがある。原理が単純で古くから知られていることもあり、ビデオゲームをはじめとするサイエンス・フィクション作品にも幅広く登場しており、それらの作中では兵器として扱われることが多い（レールガンに関連する作品の一覧）。

## 概要
レールガンは、並行に置かれた陽極と陰極の2本のレール上に弾体となる金属片を乗せて電流を流し、電磁力により金属片を駆動し射出するというものである。
既に実用化に向けた取り組みが各国で行われており、米国、ロシア、中国、トルコ、日本などがレールガンの軍事研究を進めている。アメリカは2005年に世界に先駆けて研究開発を開始したが、2021年に開発の中止を発表。日本は2023年に世界初となる洋上での発射試験に成功するなど開発を継続している（後述）。

## 原理・構造
単純には、並行に置かれた2本の電極をレールとし、その上に弾体となる金属片を乗せ、レールのそれぞれを電源の両極につなげば実現する。
- 2本のレールの通電側が銃尾に相当する。
- 銃尾に近いところで、2つの電極両方と触れるように弾体を置く（いわゆる「弾の装填」に相当）ことで電気回路が形成される。
- 電流が流れている間、弾体は、レールの解放端（電流が流れていない側）へ向かう方向に駆動される。

この駆動力は磁場の中に置いた導体に電流を流した時に生じる力、あるいは通電中の導体同士に働く相互作用としてフレミング左手の法則に基づくごくごく一般的なものであり、以下に述べる通り基本原理自体は単純である。

### 電流によって生じる磁場
レールと弾体によって形成される「コの字」状の回路に通電するとき、電流を取り巻く磁場が考えられる。電流によって生ずる磁場の方向は、「右手の親指を電流の方向に沿わせたときに他の4指が巻く向き」である。「コの字」の収まる面内で弾体の周囲に着目すると、磁場の向きは面に垂直でかつ、「コの字」の内側と外側で逆向きになっている。
さらにいうと「コの字」の角の部分の内側が特に磁場が強く、これが駆動に寄与する。弾体の内部に分布する駆動力は一様ではなく、レール方向に対し減速する方向や横向きに働く部分もあるが、前述の『「コ」の字の角の内側』が支配的であり、弾体を加速させている。
※高出力を得るためには、レール電流の他に追加の磁場源（磁石や電磁石）を置くほうが容易である。

### 電流と磁場と駆動力の関係
一様磁場を仮定した場合、金属片に働く駆動力 {\displaystyle {\boldsymbol {F}}} は、磁束密度を {\displaystyle {\boldsymbol {B}}}、 電流強度を {\displaystyle {\boldsymbol {I}}}、 レール間隔を {\displaystyle \ell } とするとき
{\displaystyle {\boldsymbol {F}}=\ell {\boldsymbol {I}}\times {\boldsymbol {B}}}
で与えられる。
これはレールガンに照らし合わせると、電流によって生じる磁場が無視できるほどの強磁場が加えられている場合、「電流の方向」と「磁場の方向」の両者が収まる平面を考えたとき、その平面に対して直交する方向に駆動する。これらは
- 「電流の方向」と「磁場の方向」とが互いに90°で直交するときに最大の駆動力が得られる。
- 駆動力は、レール間隔、電流強度、磁束密度それぞれに比例する。

ことを意味する。
さらに以下のような条件が加わる。
- レールと弾体のみで構成する場合の磁場は一様とはほど遠いから、局所ごとに上の式に従うと考えられる。
- レールと弾体のみで構成する場合は磁場も電流に概ね比例するから、電流の2乗に比例した駆動力となる。
- レールと弾体のみの場合、弾体を加速する電磁力は、主に、レールと弾体の接点近傍に集中する。さらに、直線導体のみで強磁性体を介さない機構であるため、コイルや磁石を用いたリニアモータに比べて大電流を必要とする。
- 実際には、回路で生じる磁場とは別に磁束源を足した方が高出力を得やすい。
- 通電し弾体が駆動されているとき、２本のレール棒についても、それぞれ互いに遠ざかる方向に駆動されるため、これに耐えるよう固定する必要がある。
- 弾体はレールと接触している間は駆動し続けるため、原理上はレールが長いほど発射速度を上げられる。

投射される物体は必ずしも電気伝導体である必要はなく、この金属箔を貼り付けた非導電性個体をもちいる様式もある。プラズマなどを駆動媒体とし、非導電性の弾体を飛ばすことも可能。
なお、プラズマを駆動体に用いる場合は、プラズマが弾体を追い越して漏れないよう、一般の火薬ガンやガスガンと同様かそれ以上に気密性に富んだ「砲弾形状に合わせた砲身」が必要となる、ただしレールガンの砲身は電気絶縁性が要求される。実際に開発・利用されているレールガンでは、プラズマ化に伴う膨張力（→圧力）や熱などに耐えられなければならず、またプラズマ化に伴う膨張圧も弾体の加速に利用する場合は、尾栓に相当する部品を必要とし、これは非伝導体である必要がある。なお、単純にプラズマ膨張圧のみを弾体加速に用いる形式は、サーマルガンと呼ばれる別形態の装置である。

## 特性
- 極超音速で弾丸を発射するため、従来火砲に比べ威力・射程が増大
- 電気エネルギーで加速するため、威力可変・発射薬を使用せず安全
- 弾丸がミサイルと比較して安価
- 接触型ということもあり他の電磁駆動に比べて損失が大きく電源要求が大きい
- 砲身がすぐ消耗する[4]。

レールガンが打ち出す弾体の速度は、単純化された理論上は電流/磁場強度とレール長に依存する。実際にはレール長が十分であれば電磁力と摩擦等の各種損失がつりあう速度が最大速度となる。
損失が無視できる条件下では、加速度は電流と磁場の強度に依存する。次のようなレールガン特有の損失があり、これらは弾速上昇にともない増大する。
- 速度表皮効果（後述）によって投入エネルギーの多くがジュール熱として奪われる。
- 温度上昇や、接触不良により不要なプラズマが発生する。

また、大電流の供給、加速距離やレールの摩擦・電気抵抗・耐熱限界といった点に物理的・技術的制約がある。

### 到達速度
1960年代には、オーストラリア国立大学に所属するリチャード・マーシャルらのグループが550メガジュールを入力した長さ5メートルのレールガンによって、3グラムの弾丸を5.9km/s ( = 5,900m/s) での射出に成功した。なお、21世紀初頭には最大速度8km/s程度のものが開発されている。
比較として火薬を使う火器の弾丸の銃口初速度を記すと、
- 拳銃　230 - 680m/s
- ライフル銃　750 - 1,800m/s程度
- 戦車砲　仏GIAT製120mm/L52滑腔砲にAPFSDSであるOFL120F1タングステン徹甲弾を使用時　1,790m/s
- 火薬と水素を使ったライトガスガン　6 - 7km/s

である。
火薬を使用する火器では、燃焼によって生じる熱エネルギーの大半が弾体の駆動に寄与せず、また弾体の速度はガスの膨張速度を超えられない。最新の爆薬を使ってせいぜい2km/s程度である。これらと比べて、現状の実験段階のレールガンでも遥かに大きい発射速度が得られる。

## 速度表皮効果

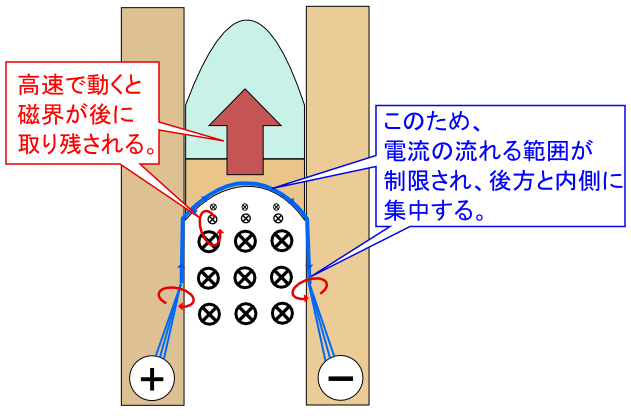
レールガンの速度表皮効果
投射体が高速移動すると磁界変化が間に合わず、電流路が狭い範囲に押し込められる。

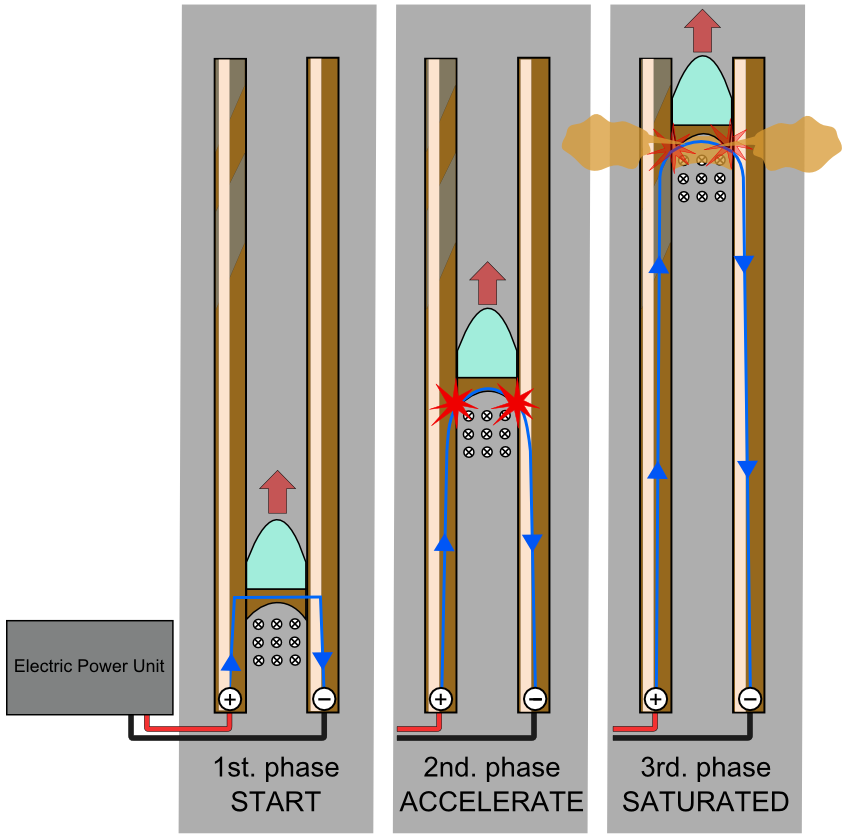
1.ローレンツ力を受けて投射体が加速される
2.速度表皮効果によって電流の流れる範囲が狭くなり、やがてジュール熱によって「溶解」「プラズマ化」する
3.発生したプラズマが新たな電流の流れを作って投射体への加速が行なわれなくなる
→

導体内の磁場が変化するとき、磁場の変化を妨げる方向に誘導起電力が生じる（レンツ則に関連）。これは電気を流す視点で見ると、自己インダクタンスと呼ばれるある種の抵抗とみなされ、導体の内部の電流路の変化を妨げ、変動する電流を導体の表面へ追いやるように作用する。
レールガンでは弾体の移動に合わせてレール内の電流路が移動する際に自己インダクタンスの影響を受ける。すなわち、レール側では弾体との接触部近傍で表皮に電流が集まり、弾体側ではレールとの接触部近傍において後端側へ電流が集中する。
この作用は交流電流の表皮効果と同様に、移動が高速になるにつれ顕著となる。
条件次第では、弾体の後端やレールの表面が、ジュール熱により溶解し、プラズマ化してしまう。
このプラズマが新たな電流路となるとき、電磁力の他に速度表皮効果を受けるため予測しがたい挙動となり、加速に寄与せず散逸する。
レールガンの高性能化は速度表皮効果の対策次第と考えられている。

## 類似の投射方式
リニアモーター
主に、操作される磁場によって導体や磁性体、磁石を加速する装置を指す。レールガンが１巻きコイル1個であるのに対しリニアモーターは多数の電磁石 を並べて構成される。
コイルガン
コイル（ソレノイド）内に弾を通過させる方法を利用したもの。構造上の問題からレールガンのような高速を得にくいという欠点と、非接触でロスが小さいという利点がある。
サーマルガン
電磁力ではなく電流のジュール熱 にて弾体後方の導体をプラズマ化 させ、その急激な体積増加により駆動するもの。すなわち瞬間的なプラズマ化に伴う爆発 を利用する。比較的低入力の割に高い初速度が得やすいものの、同時にプラズマ膨張速度が限界値となる。

## 日本

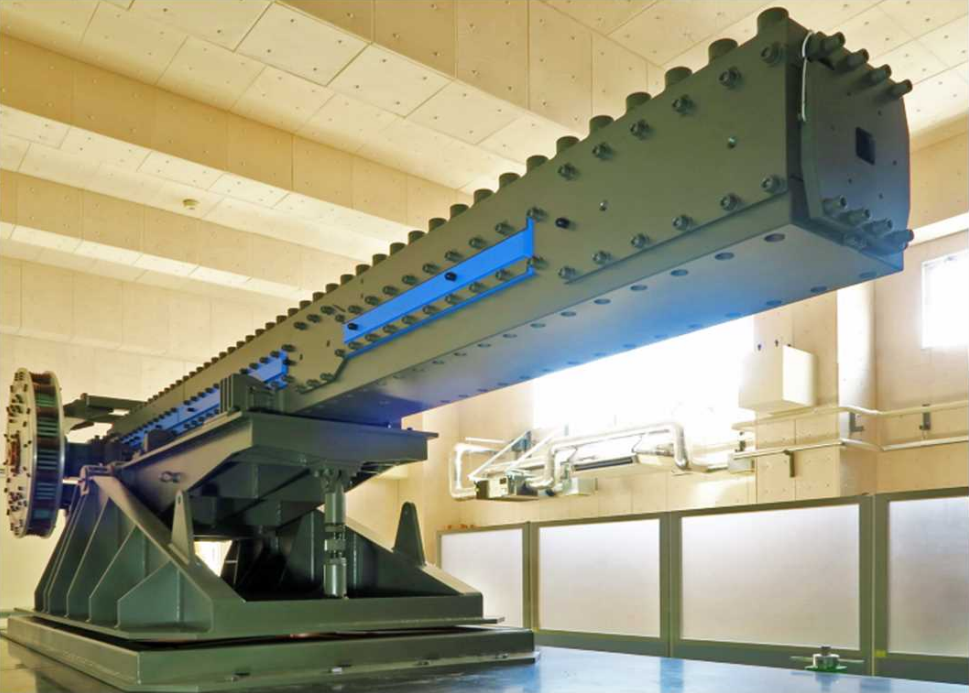
防衛装備庁が研究試作した40mmレールガン

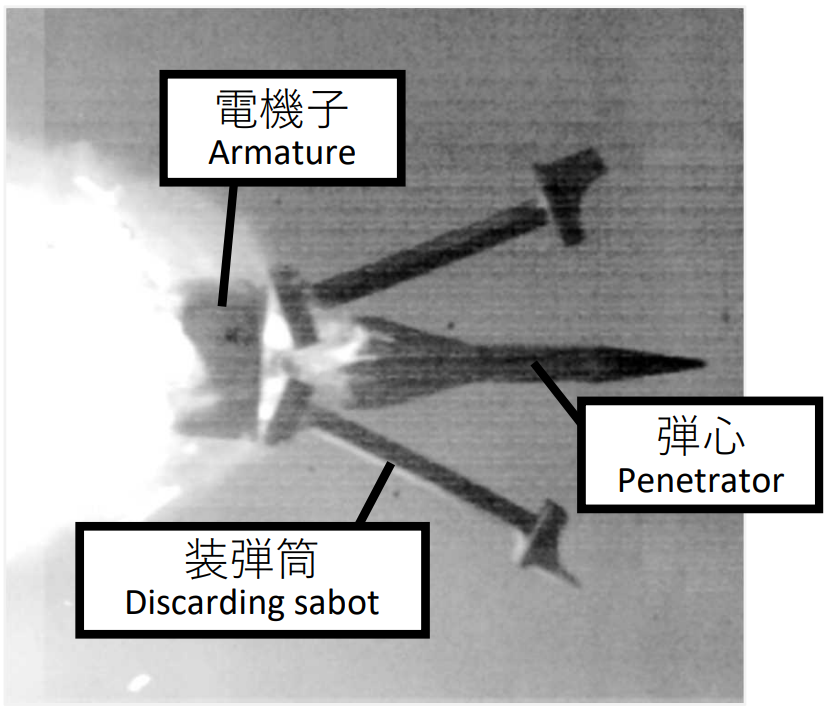
弾丸部（分離弾）

防衛省は、2015年まで米国を中心とした国内外のレールガン関連技術の開発状況を調査するとともに、基礎技術（小口径レールガン）に関する研究を実施。同年まで小口径（16mm）レールガンを用いてエロージョン（ジュール熱による摩耗・損傷）対策としてC型電機子や砲口アーク防止器の開発を行った。
2016年、レールガンを導入するためには米国側の技術協力が不可欠だが、日本側に技術の蓄積がなければ十分な協力が得られないとの事情もあり、日本政府は日本としても独自に研究開発を行う必要があると判断。本格的な研究開発に着手する方針を固めた。平成28（2016）年度から令和4（2022）年度にかけて電磁加速システムの研究試作（電磁加速システムの研究）が実施された。この研究では口径40mm、単射式のレールガンを開発して、弾丸の高初速化およびレール耐久性の向上が目標とされた。
2021年12月2日の防衛装備庁技術シンポジウムでは、過去の研究では弾丸初期位置付近のレールにエロージョンが顕著に見られた対策として、複数のコンデンサーを同時に放電する一括放電から、段階的に放電する分割放電方式に変更。また砲身レールの素材も導電率は高いが柔らかい純銅から、高導電率と硬度を両立した銅合金に変更することで、レールのエロージョン低減が確認された。
2022年9月2日に発表された「令和3年度 事前の事業評価」において、レールガンの研究試作（将来レールガンの研究）を実施することが示された（令和4年度から令和8年度まで研究試作、令和6年度から令和10年度まで所内試験）。 極超音速誘導弾に対する防空手段や、艦艇または地上目標に対して回避が困難な打撃を遠距離から与える手段となるレールガンを構想し、高初速で弾丸を連射可能な将来レールガンに関する研究を行うとしている。具体的には連射機構・砲外の飛しょう安定・射撃管制・威力などの技術確立を目指した研究が行われている。
2022年12月に公開された「防衛力整備計画」でも、今後もレールガンに関する研究を継続することが明記された。
2023年（令和5年）8月31日に発表された「プロジェクト管理対象装備品等の現状について」の「将来レールガン」には、2027年時点（令和9年）で見通し内距離での対艦用小口径レールガンシステムを、艦載または固定砲として開発に移行できるレベルに、本研究終了時点（2028年（令和10年度））で対空用中口径レールガンシステムを、固定または車載・艦載システムとして開発移行可能なレベルに到達する技術開発を目標としている。

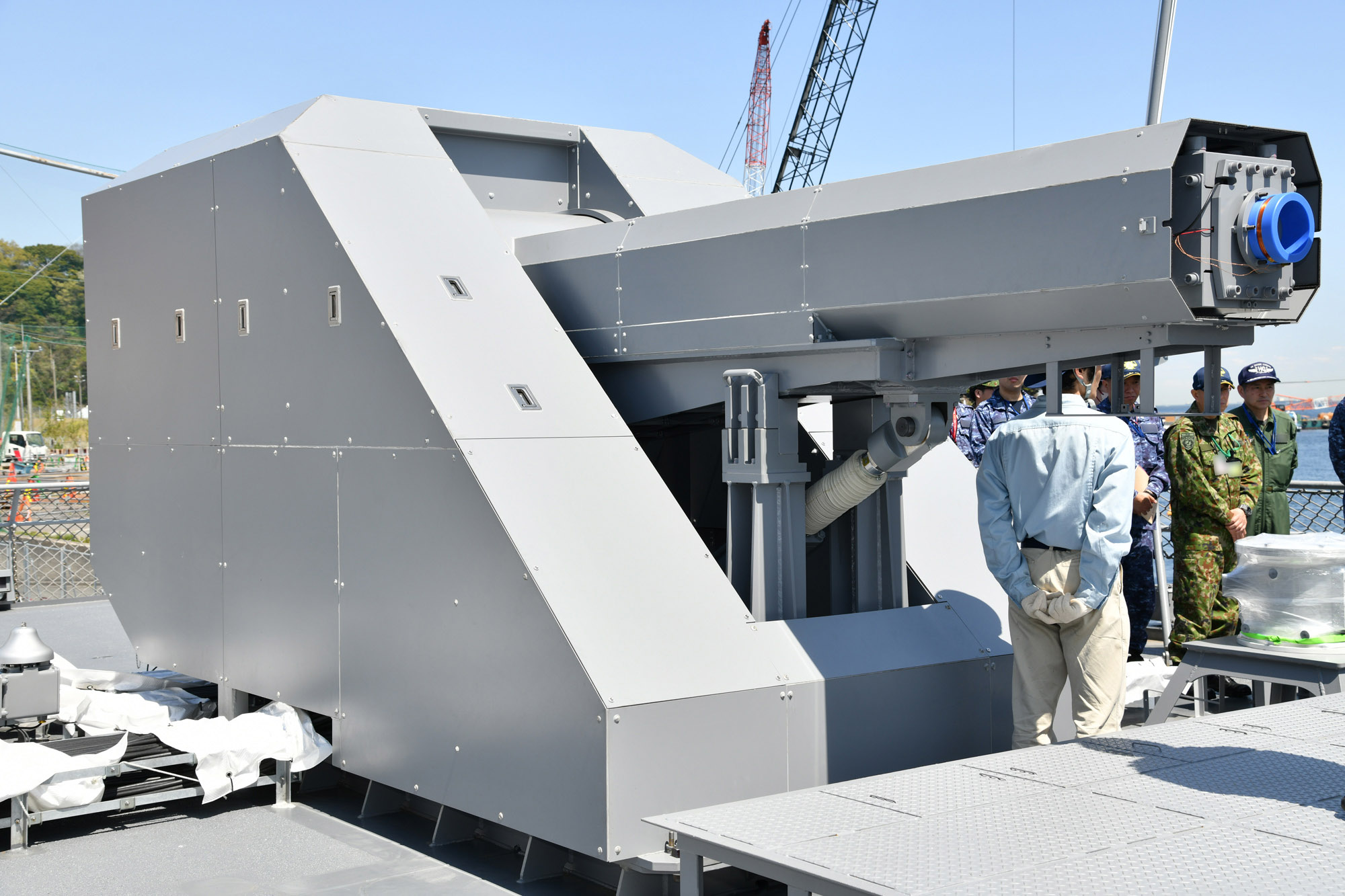
試験艦「あすか」に搭載された防衛装備庁が開発中の「レールガン」

2023年10月17日、防衛装備庁は海上自衛隊と協力し、40mmレールガンを用いた世界初となるレールガンの洋上射撃試験を実施したと実験動画とともにポストした。同月30日に自衛艦隊のプレスリリースを通して、試験艦「あすか」がレールガンの洋上射撃試験に協力していたことを発表した。
2023年11月14日-15日の防衛装備庁技術シンポジウムで公表された試験結果では、40mmレールガンで先述のエロージョン低減や、120発の繰り返し射撃で目標であった初速2000m/sを超えて安定していることが報告された。この試験では充電器の役割を果たした20ftコンテナ1つと3つの20ftコンテナで構成された5MJの容量のあるコンデンサーを利用し、実使用に近い徹甲を想定した分離弾と、コストダウンのために分離弾を簡素化した一体弾の2種類の弾丸（全長約160mm、質量約320g）を発射している。また、砲は全長約6m、質量約8tであると発表されている。
2024年11月12日-13日の防衛装備庁技術シンポジウムでは、レールガンに用いる電源を小型化する発表が行われ、5年後に充電器を50%、10年後にコンデンサーを10%の容積に小型化することを目的とする研究が発表された。
2025年4月9日、海上自衛隊自衛艦隊司令官が試験艦「あすか」搭載のレールガンを視察。この時のレールガンは、前年試験されたレールガンと比較して筐体で覆われた。

### 他国との協力
2024年5月21日、時事通信が複数の政府関係者と話として、 防衛装備庁が23年1月から研究職の技官１人を米海軍の研究機関に派遣し、レールガン研究に携わった関係者の話を聞いたり、設備を視察していると報じた。任期は今年６月までで、帰任した後に別の要員の派遣を検討するとしている。
2024年5月30日、防衛省は、  フランス国防省、ドイツ連邦国防省および仏独サン=ルイ研究所と、「レールガン技術の協力に係る実施要領」 の署名を交わしたと公表した。レールガンの情報・意見交換の円滑化と協業可能性の検討を目的としている。

## 各国の開発

### アメリカ

#### アメリカ海軍

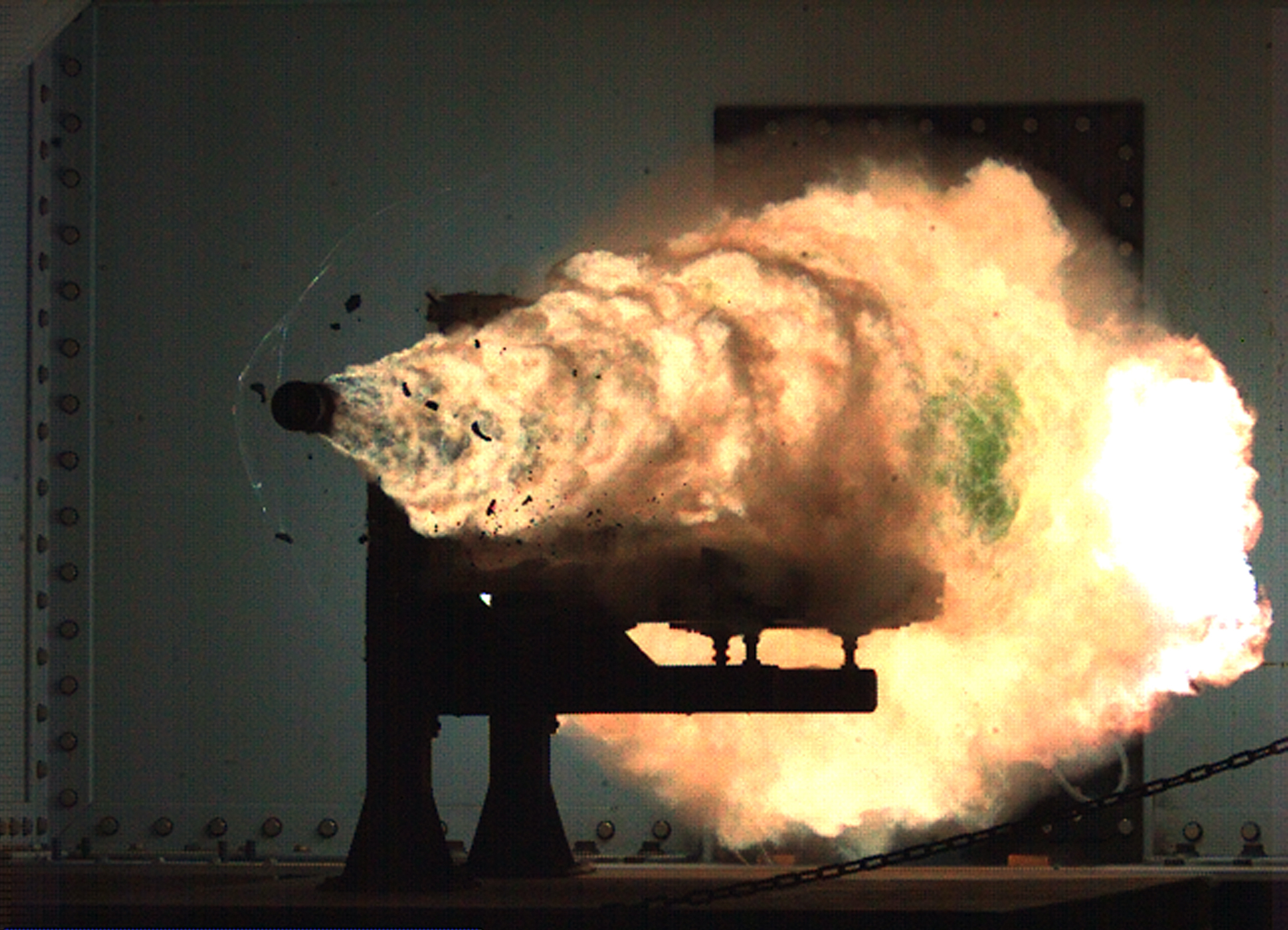
Naval Surface Warfare Center Dahlgren Divisionでの試射（2008年1月）

2005年、アメリカ海軍はズムウォルト級ミサイル駆逐艦で採用が決定したAGS 155mm砲と呼ばれるロケットアシスト砲の次の段階として、レールガンの技術開発に着手した。
ズムウォルト級駆逐艦の特色として統合電力システム (IPS) を採用しており、大型ガスタービンエンジンで電力を発電、これを船の電気系統はなおのこと推進器などの動力として使う計画であるが、これを更に進めてレールガンにもこの電力を供給し発射しようという計画である。
計画では揚陸作戦支援に重量15kgの砲弾を初速2.5km/sで発射、高度152kmまで打ち上げて370km以上先の攻撃目標に終速1.7km/s（マッハ5）で着弾させる、このためには砲口での砲弾運動エネルギーは64MJ（メガジュール・入力する電力ではなく、砲弾のもつ運動エネルギーである）を必要としている。2020 - 2025年頃を目処に実用機を艦船に搭載することを目標として、BAEシステムズ社とジェネラル・アトミックス社が32MJ砲のプロトタイプを開発、下記の通り試験が実施された。
- 2006年10月、口径90mm・2.4kg砲弾を砲口での砲弾運動エネルギー800キロジュール（0.8MJ・初速830m/s）で発射成功
- 2007年1月、3.2kg砲弾で初速2146m/s　砲弾運動エネルギー7.4MJで発射成功
- 2008年1月、3.35kg砲弾で初速2520m/s　砲弾運動エネルギー10.64MJで発射成功[24][25]
- 2010年12月10日、アメリカ海軍研究局は、バージニア州ダルグレン海上戦センターで約10.4kgの砲弾を音速の約8倍（約2.7km/s）、砲弾の運動エネルギーは約33MJでの発射に成功した。これは、目標である15kgの砲弾の2.5km/s、64MJに極めて近づきつつある結果である[26][27]。

2014年4月7日、アメリカ海軍は2016年中にスピアヘッド級遠征高速輸送艦にレールガンの試作機を搭載し洋上での実証試験に入ると発表したが、その後スケジュールの遅延により最終的には2025年までずれ込んだ。
2021年、米国メディアの報道によると、米海軍はレールガン･プログラムおよびそれの代替となりうるとされていたHVP（超高速発射体）弾の開発計画への資金供給を0に設定した2022会計年度の軍事予算申請を提出したと報じた。これは事実上の開発中止である。一説には、近年中国などで急速に開発・実戦配備が進む極超音速兵器と比較して、射程や迎撃回避性能がともに大きく劣り、たとえ将来的に開発が完了したとしても今ではもう優位性がほとんど得られないと言われている。

### 中国
中国によるレールガンの開発は2011年ごろに初めて確認され、2014年から2017年にテストを重ねて射程や威力を向上。2017年末に艦載化に成功し、2023年までに洋上試験が完了する見通しであると報じた。
2018年、中華人民共和国でレールガンと思われる巨大な砲塔を玉亭型揚陸艦の艦首に搭載した写真が撮影され、2019年1月5日に国営の環球時報は中国中央電視台（CCTV）を引用しながら中国人民解放軍海軍は艦載レールガンを近く実戦配備すると報じた。
また、30日には米CNBCが米情報機関の関係筋の話として中国でのレールガンの開発は2011年に初めて確認されており、2017年末に艦載化に成功し、2023年までに洋上試験が完了する見通しであると報じた。

## 歴史
フランスの発明家 Andre Louis Octave Fauchon-Villeplee による発案。彼は1917年に the Société anonyme des accumulateurs Tudor (now Tudor Batteries) の協力の下、実機を作成した。最初に原理的に説明されたのは第二次世界大戦下の1944年、Nazi Germany's Ordnance Office の Joachim Hänsler による。
発射速度は入力された電流に正比例することは先に述べた通りだが、原理自体は古くから知られており、1844年にはこれに基づいた兵器利用の実用化構想もあったほどで、世界各国の軍部が事あるごとに研究してきた歴史がある。第一次・第二次世界大戦の当時にも、ドイツや日本で兵器化への研究が行われていた。しかし、弾体が砲身に接触していることから生じる摩擦の問題を解決できなかったり、実際に発射できるだけの電流を生み出す電源が無いといった理由から、当時の技術ではこの問題を解消できずに研究は放棄され、実用化に至らなかった（高射砲一門だけのために、専用発電所が二つ必要という試算さえあった）。
1960年代に、リチャード・マーシャルらのグループが単極発電機の発生させる電流を用いて、従来火器よりもはるかに速い速度で弾丸を射出することに成功した。次第にその威力が現実的なものとして考えられるようになり、1980年代にはアメリカ合衆国のスター・ウォーズ計画（SDI計画）により、多額の研究資金を得て、大きく発展した。特に宇宙空間では空気抵抗が無いために、高速で運動する物体の破壊力（運動エネルギー）は発射から命中までの間、ほぼ無期限に保存されること、また電源として大気越しではない太陽光が利用できることから、レーザーと並んで宇宙兵器の有力候補に挙げられる。だが今日では、SDI計画自体が国際情勢の変化に合わせて計画縮小され、実用性においては実績のある既存の火薬を燃焼させて発射する兵器と比較し、巨大な電源装置を必要とする等の点で問題の多いうえに、実績も無いレールガンの宇宙兵器化研究は進んでいない。
その一方で、1990年代ごろから技術開発や研究方面での利用も進み、様々な分野で開発・利用されている。
日本では宇宙科学研究所で、デブリ衝突などの模擬実験用に研究と同時に実用に供されていた。（ガス銃で代替が可能になったこと、問題点も多かったこと、2011年度にキャパシタのPCB使用の有無が問題となったこともあり廃止）
なおレールガン開発の歴史は、レールガン本体の改良よりも、むしろ電源開発の歴史と述べたほうが適切とされており、SDI計画においても、単極発電機の小型化が最重要課題とされていた。今日各方面で利用されているレールガンにおいては、フライホイールに（運動エネルギーの形で）蓄電されたものやコンデンサに蓄電したものが利用されるなどしている。